# Daniel Lazare
Daniel Henry Lazare (22 mei 1950) is een Amerikaans journalist, publicist en blogger van marxistische signatuur. Lazare schrijft recensies en open brieven in verschillende tijdschriften.
Lazare studeerde Engelse literatuur aan de Universiteit van Wisconsin en Columbia en is een autodidact in geschiedenis.
Lazare publiceerde twee controversiële boeken over de Amerikaanse grondwet en overheid, die volgens zijn analyse verlammend werken, namelijk The Frozen Republic: How the Constitution Is Paralyzing Democracy (1996) en The Velvet Coup: The Constitution, the Supreme Court, and the Decline of American Democracy (2001). Eveneens in 2001 verscheen America’s Undeclared War: What’s Killing Our Cities and How We Can Stop It.